# تیم ملی فوتبال فرانسه
تیم ملی فوتبال فرانسه در سال ۱۹۰۴ به عنوان عضو رسمی فیفا شناخته شد. اولین بازی رسمی و بین‌الملی خود را در تاریخ ۱ می ۱۹۰۴ مقابل تیم ملی فوتبال بلژیک برگزار کرد که با تساوی ۳–۳ به پایان رسید.
در سال ۱۹۱۹ تیم ملی فرانسه خود را به فدراسیون فوتبال فرانسه تبدیل کرد. تیم ملی فرانسه توانست به عنوان ششمین تیم ملی که در خاک خود قهرمان جام جهانی شده نام خود را ثبت کند.

## معرفی
شروع بازی‌های ملی و ورزشگاه خانگی
تیم ملی فرانسه اولین بازی ملی خود را در سال ۱۹۰۴ انجام داد. استادیوم خانگی که فرانسه برای بازی‌های ملی خود از آن استفاده می‌کند، ورزشگاه استاد دو فرنس (Stade de France) در شهر سنت دنیس (Saint-Denis) از توابع پایتخت فرانسه می‌باشد.

## افتخارات تیم ملی فوتبال فرانسه
تیم ملی فرانسه دو بار قهرمان، دو بار نایب قهرمان، دو بار سوم جام جهانی، دو بار قهرمان، یک بار نایب قهرمان جام ملت‌های اروپا و یک بار قهرمان، یک بار نایب قهرمان المپیک، دو بار هم قهرمان جام کنفدراسیون‌ها و یک بارهم قهرمان و یک بار سوم لیگ ملت‌های اروپا شده است.
بعد از قهرمانی فرانسه در جام کنفدراسیون‌های ۲۰۰۱، این تیم به‌همراه آرژانتین به‌عنوان تنها تیم‌هایی شناخته شدند که سه جام معتبر از نظر فیفا در رده مردان را به خود اختصاص داده‌اند. فرانسه با کشور همسایه‌اش ایتالیا دارای رقابتی نزدیک و سخت در فوتبال است. ضمن اینکه فرانسه با تیم‌های ملی برزیل، انگلیس و آلمان در عرصه جهانی رقابت دارد.

## نسل‌های طلایی
تیم ملی فوتبال فرانسه بیشترین موفقیت و افتخار خود را در بین نسل‌های طلایی فوتبال خود در دهه‌های ۱۹۵۰ و ۱۹۸۰ و اواخر ۱۹۹۰ و اواخر ۲۰۱۰ تجربه و کسب کرد. فرانسه همراه با سه تیم اروپایی دیگر تنها تیم‌هایی بودند که در جام جهانی ۱۹۳۰ شرکت کردند.

## مربیان افتخار آفرین

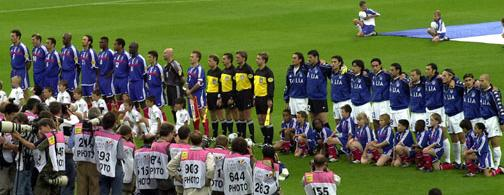
تیم ملی فوتبال فرانسه در سال ۱۹۰۴

در جام جهانی ۱۹۵۸ هدایت تیم ملی فوتبال فرانسه برعهده ریموند کوپا (Raymond Kopa) و ژوست فونتن (Just Fontaine) بود، و فرانسه را در جایگاه سوم جهان قرار دادند. در سال ۱۹۸۴ به کمک اسطوره تکرار نشدنی تاریخ تیم فوتبال فرانسه، یعنی میشل پلاتینی، قهرمانی جام ملت‌های اروپا را به دست آوردند. در جام جهانی ۱۹۹۸ تیم ملی فوتبال فرانسه با شکست دادن برزیل، در حالی‌که میزبان رقابت‌ها هم بود، عنوان قهرمانی جام جهانی را برای اولین بار با سرمربی گری امه ژاکه از آن خود کرد. رهبری تیم در داخل زمین توسط دیدیه دشان صورت می‌گرفت و زین‌الدین زیدان چهره شاخص تیم ملی فرانسه بود که در نهایت موفق به کسب عنوان برترین بازیکن جام جهانی ۱۹۹۸ نیز شد. دو سال بعد در جام ملت‌های اروپای ۲۰۰۰ فرانسه با سرمربیگری روژه لمر (Roger Lemerre) قهرمان شد و برای اولین بار در تاریخ فوتبال این تیم در رنکینگ فیفا در جایگاه اول قرار گرفت. این تیم همچنین موفق شد که دو جام کنفدراسیون‌ها را در سال‌های ۲۰۰۱ و ۲۰۰۳ به خود اختصاص دهد. در جام جهانی ۲۰۰۶ تیم ملی فوتبال فرانسه به فینال مسابقات راه یافت که با بدشانسی در ضربات پنالتی با حساب ۵ بر ۳ از ایتالیا شکست خورد و نایب قهرمان جهان شد.

## لباس
لباس اول (میزبان)
| ۱۹۰۴ · 0 | 1958 · WC | ۱۹۶۲ · 0 | 1966 · WC | ۱۹۷۲ · 0 | 1978 · WC | 1982 · WC | 1984 · Euro |

| 1986 · WC | ۱۹۹۰ · 0 | 1992 · Euro | ۱۹۹۴ · 0 | 1996 · Euro | 1998 · WC | 2000 · Euro | 2002 · WC |

| 2004 · Euro | 2006 · WC | 2008 · Euro | ۲۰۰۹ · 0 | 2010 · WC | ۲۰۱۱ · 0 | 2012 · Euro | 2014 · WC |

| 2016 · Euro | 2018 · WC | 26 March 2019 · FFF centenary | 2020 · Euro |

لباس دوم (میهمان)
| 1978 · WC | 1982 · WC | 1984 · Euro | 1986 · WC | ۱۹۹۰ · 0 | 1992 · Euro | ۱۹۹۴ · 0 | 1996 · Euro |

| 1998 · WC | 2000 · Euro | 2002 · WC | 2004 · Euro | 2006 · WC | 2008 · Euro | 2010 · WC | ۲۰۱۱ · 0 |

| 2012 · Euro | ۲۰۱۳ · 0 | 2014 · WC | ۲۰۱۵ · 0 | ۲۰۱۶ · 0 | 2016 · Euro | 2018 · WCQ | 2018 · WC |

| 2020 · Euro |

## تاریخچه مسابقات تیم ملی فرانسه

### سال‌های اولیه

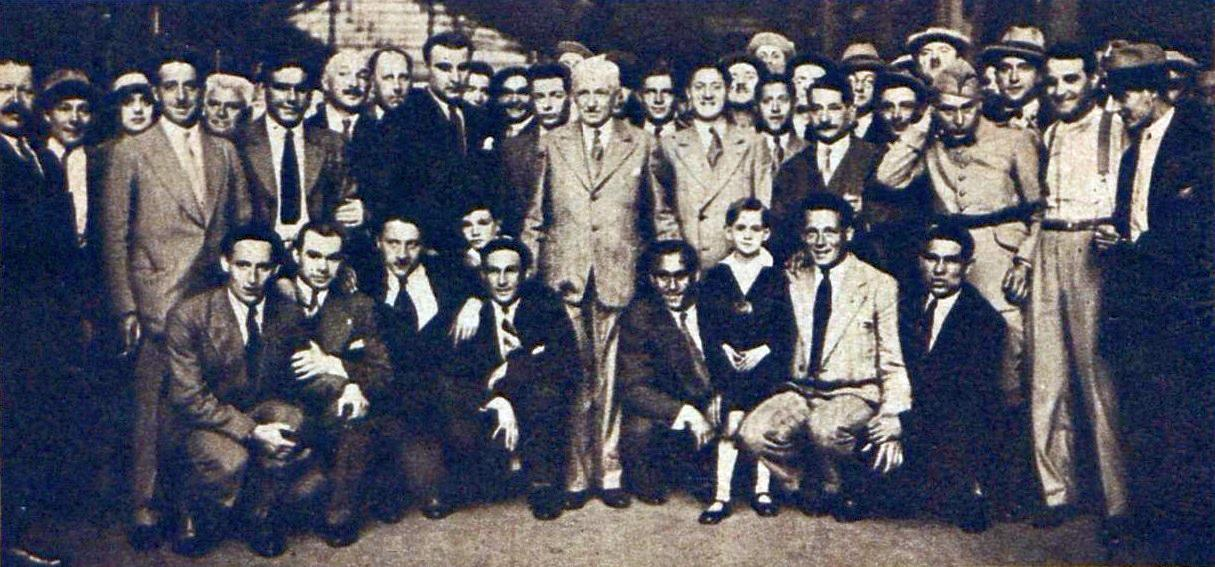
ژول ریمه و تیم ملی فرانسه در اولین جام جهانی - اروگوئه ۱۹۳۰.

در سال ۱۹۳۰ تیم فرانسه برای اولین بار در جام جهانی در کشور اروگوئه حضور یافت، در حالی‌که اروپا سه نماینده دیگر نیز در آن دوره از مسابقات جام جهانی داشت. فرانسه موفق شد تیم ملی مکزیک را با نتیجه چهار بر یک در استادیوم پوسیتوس(Pocitos) در دیداری که در شهر مونتویدیو (Montevideo) برگزار شد، شکست دهد. در این بازی لوسین لورانت (Lucien Laurent) نه تنها اولین گل رسمی خود بلکه اولین گل تیم ملی فرانسه در تاریخ جام جهانی را به ثمر رساند. سپس فرانسه از دو تیم هم گروهی دیگر یعنی تیم ملی شیلی و آرژانتین یک بر صفر شکست خورد و در مرحله گروهی از جام جهانی حذف شد.

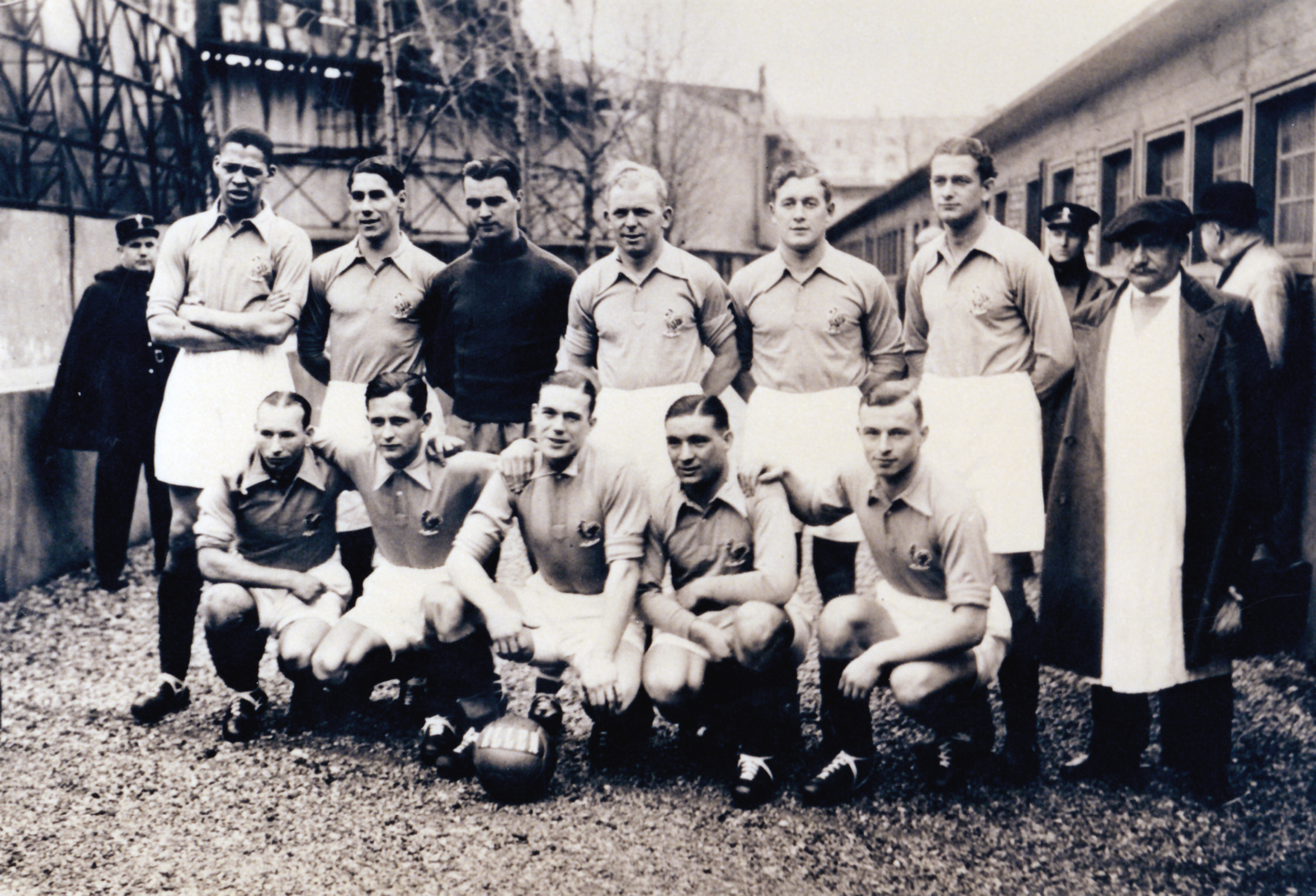
تیم ملی فرانسه در سال ۱۹۳۷.

در سال ۱۹۳۱ فرانسه برای اولین بار یک بازیکن سیاه‌پوست را به تیم ملی دعوت کرد. این بازیکن رائول دیان (Raoul Diagne) نام داشت و اصلیت او سنگالی بود. دیان برای اولین بار در تاریخ ۱۵ فوریه سال ۱۹۳۱ در ترکیب تیم ملی فرانسه در یک مسابقه مقابل تیم چکسلواکی قرار گرفت که البته فرانسه در آن بازی دو بر یک از حریف خود شکست خورد. دیان سپس در جام جهانی ۱۹۳۸ در ترکیب فرانسه بازی کرد، در حالی‌که یک بازیکن سیاه‌پوست دیگر به نام لاربی بن بارک (Larbi Benbarek) از آفریقای جنوبی هم بازی او بود، و این دیدار، اولین بازی بین‌المللی بن بارک در ترکیب فرانسه بود.
در جام جهانی ۱۹۳۴ فرانسوی‌ها با شکست تلخ سه بر دو از تیم ملی اتریش در مرحله گروهی از مسابقات کنار رفتند. با این وجود در برگشت به فرانسه و در شهر پاریس مثل یک قهرمان مورد استقبال ۴۰۰۰ نفر قرار گرفتند. در جام جهانی سال ۱۹۳۸ فرانسه میزبان بود و به مرحله یک چهارم نهایی صعود کرد و در این مرحله روبروی تیم ملی ایتالیا قرار گرفت که بازی با حساب سه بر یک به سود ایتالیا به پایان رسید و فرانسه از دور مسابقات حذف شد.

### اولین نسل طلایی
سال‌های آغازین دهه ۱۹۵۰ شاهد ظهور اولین نسل طلایی فوتبالیست‌های فرانسه بود، بازیکنانی چون ژوست فونتین، ریموند کوپا، ژان وینسنت (Jean Vincent)، رابرت جانکوئن (Robert Jonquet)، ماریان ویسنیسکی (Maryan Wisnieski)، تادی سیسوفسکی (Thadée Cisowski) و آرماند پنورن (Armand Penverne)، بازیکنانی که دارای توانایی‌های منحصر به فرد و ویژه‌ای بودند.
در جام جهانی سال ۱۹۵۸ تیم فوتبال فرانسه به مرحله نیمه نهایی رسید، اما از برزیل شکست خورد و به دیدار رده‌بندی رفت، که در این بازی موفق شد، تیم آلمان غربی را با نتیجه جالب توجه ۶ بر ۲ شکست دهد و در مکان سومی دنیا قرار بگیرد. در این دیدار ژوست فونتین (Just Fontaine) چهار گل به ثمر رسانید و تعداد گل‌های خود را در جام به عدد سیزده رسانید و رکوردی در زمینه بیشترین گل زده در جام جهانی فوتبال ثبت کرد.
در جام ملت‌های اروپا سال ۱۹۶۰ تیم فرانسه به مرحله نیمه نهایی رسید و این برای دومین بار بود که در یک دوره مسابقه بین‌المللی رسمی، به نیمه نهایی راه پیدا می‌کرد. در این مرحله تیم ملی فرانسه مقابل تیم ملی یوگسلاوی صف آرایی کرد، در حالی‌که این دیدار تا دقیقه ۷۵ با حساب ۴ بر ۲ به نفع فرانسه پیش می‌رفت، یوگسلاوی بازی را ۵ بر ۴ به سود خود به پایان برد. در بازی رده‌بندی فرانسه از تیم چکسلواکی با نتیجه دو بر صفر شکست خورد و به رتبه چهارمی جام ملت‌های اروپای سال ۱۹۶۰ دست یافت.

### دهه ۶۰ و ۷۰ میلادی
در دهه‌های ۱۹۶۰ و ۱۹۷۰ تیم ملی فرانسه دچار تغییرات زیادی می‌شد، به شکلی که چندین مربی تعویض کرد و از راه یافتن به تعداد زیادی از تورنمنت‌های بین‌المللی بازماند. در بیست و پنجم آوریل سال ۱۹۶۴ هنری گرین (Henri Guérin) به‌عنوان سرمربی تیم ملی فرانسه برگزیده شد، ولی تیم فرانسه تحت هدایت این مربی از صعود به جام ملت‌های اروپای سال ۱۹۶۴ بازماند ولی به جام جهانی سال ۱۹۶۶ صعود کردند. پیامد همین حذف، هنری گورین جای خود را به خوزه آری باس (José Arribas) داد، و بازیکن سابق تیم ملی فرانسه یعنی ژان اسنلا (Jean_ Snella) هم به‌عنوان دستیار و سرپرست در کنار او بود. این دو مربی تنها در چهار بازی هدایت تیم فرانسه را بر عهده داشتند و خیلی زود توسط فدراسیون برکنار شدند. بعد از آنها سرمربی گری تیم به عهده جاست فونتین (Just Fontaine) گذاشته شد، که او هم تنها دو بازی سرمربی فرانسه بود و جای او را لوئیس دیگاگز (Louis Dugauguez) گرفت، او نیز به علت کشمکش‌ها و اختلافاتی که در نزدیکی شروع جام جهانی سال ۱۹۷۰ در تیم داشت، از تیم اخراج شد و جای او را ژرژ بولونیه (Georges Boulogne) گرفت، که البته او هم نتوانست تیم را به جام جهانی سال ۱۹۷۰ رهنمون سازد، و در مسابقات انتخابی برای جام جهانی سال ۱۹۷۴ هم ناکام ماند، تا او هم مجبور به کناره‌گیری شود و مقامات فوتبال فرانسه این بار یک مربی رومانی الاصل یعنی استفان کواکس (KovacsStefan) را بر نیمکت مربی گری تیم خود نشاندند، که در واقع اولین مربی بین‌المللی و خارجی بود که تیم را هدایت می‌کرد. کواکس در مسابقات انتخابی جام جهانی ۱۹۷۴ و جام ملت‌های اروپای ۱۹۷۶ نا موفق بود.

### دوران هیدالگو و پلاتینی

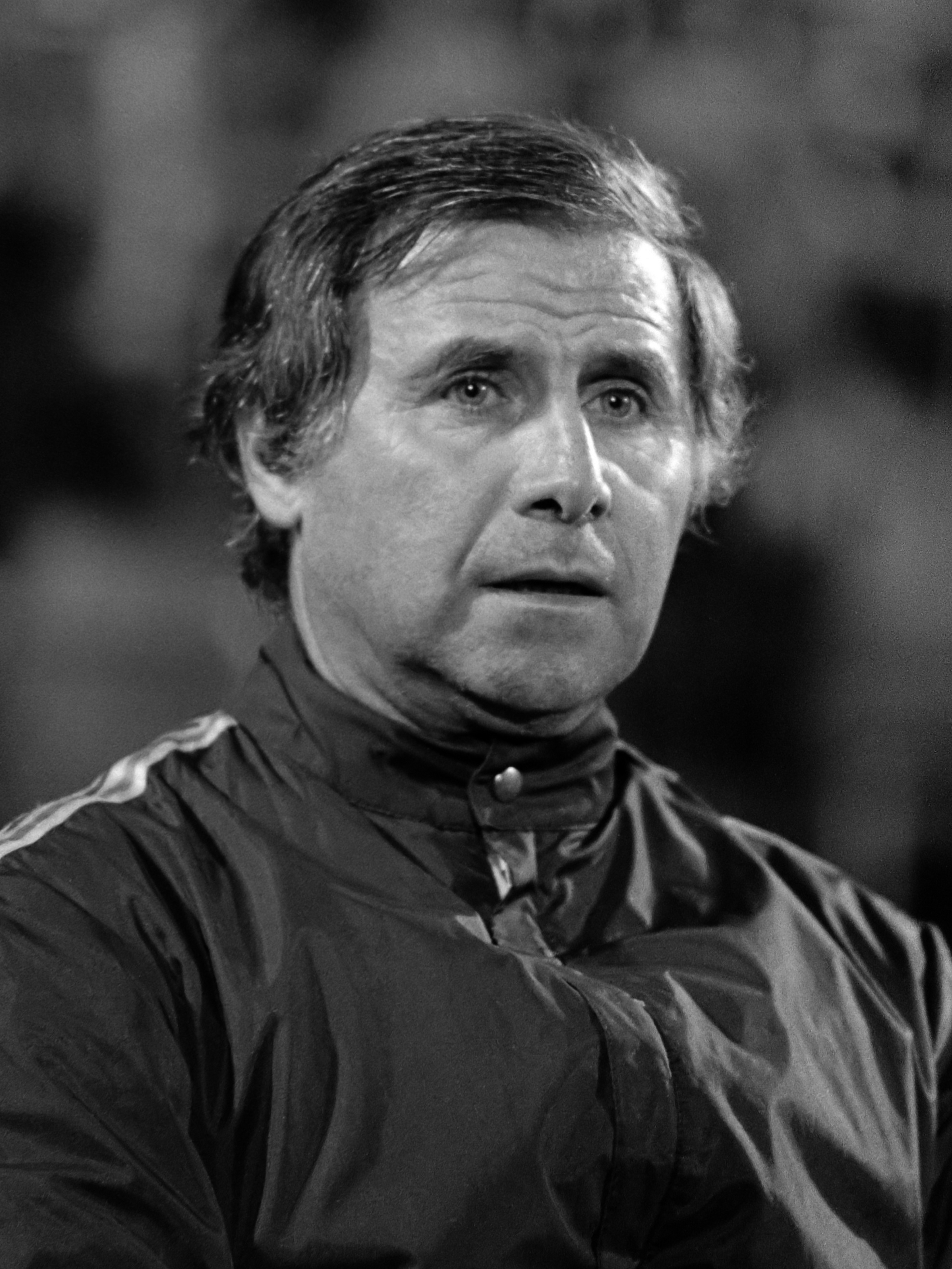
میشل هیدالگو در سال ۱۹۸۱.

بعد از دو سال فعالیت در تیم ملی فرانسه و عدم موفقیت، کواکس از کار برکنار و به جای او، میشل هیدالگو (Michel_ Hidalgo) در راس کادر فنی نشست که موفق شد این تیم را به جام جهانی آرژانتین ۱۹۷۸ برساند و با حضور او دوران درخشان فرانسه آغاز شد، به خصوص که میشل پلاتینی، اسطوره و بازیساز بزرگ فرانسه، در این دوران در ترکیب تیم حضور داشت و در کنار بزرگان دیگری نظیر ژان تیگانا (Jean Tigana) و آلن ژیرس، دوران تکرار ناشدنی فرانسه در تاریخ فوتبال را رقم زدند. این بازیکنان در کنار هم ترکیب جادویی تیم ملی فرانسه را در آن دوره تشکیل دادند و در جام جهانی سال ۱۹۸۲، این سه بازیکن مدافعان حریفان را مقهور هنرنمایی و بازی‌های هماهنگ خود کردند و فرانسه را تا مرحله نیمه نهایی بالا بردند، که البته فرانسه بازی نیمه نهایی را از آلمان غربی باخت. بازی با آلمان یکی از جنجال برانگیزترین بازی‌ها در جام جهانی آن دوره بود…

معرفی تیم ملی فوتبال فرانسه در جام جهانی ۱۹۷۸ آرژانتین.

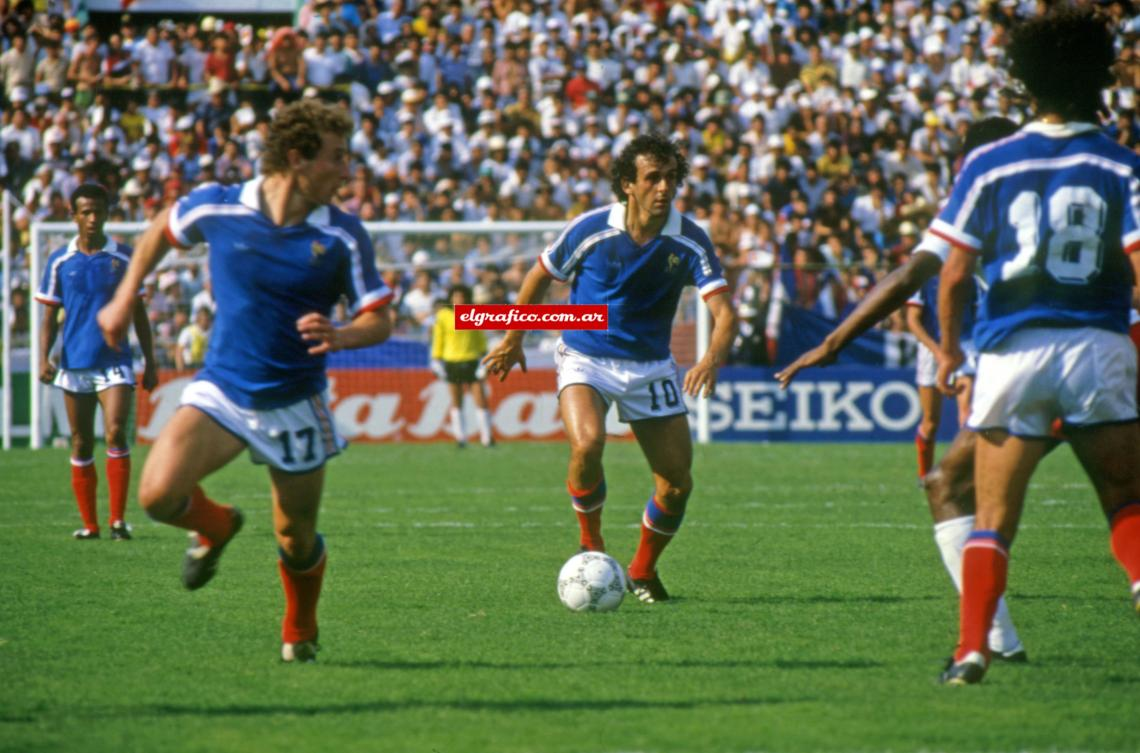
میشل پلاتینی و ژان پیر پاپن در جام جهانی ۱۹۸۶ مکزیک.

فرانسوی‌ها اولین افتخار بزرگ خود را با قهرمانی در جام ملت‌های اروپای سال ۱۹۸۴ به دست آوردند، در حالی‌که میزبان مسابقات بودند. در این دوره از رقابت‌ها، میشل پلاتینی با به ثمر رساندن ۹ گل، گلزن برتر مسابقات لقب گرفت. دیدار فینال هم بین تیم‌های ملی فرانسه و اسپانیا برگزار شد، که فرانسه دو بر صفر اسپانیا را شکست داد. گل‌های فرانسه به وسیله پلاتینی و برونو بلون (Bruno Bellone) وارد دروازه اسپانیا شد.
با مقام قهرمانی اروپا در سال ۱۹۸۴، هیدالگو تیم را ترک کرد و یک سرمربی دیگر به نام هنری میشل (Henri _Michel) به جای او به تیم آمد، فرانسوی‌ها سپس با قهرمانی در المپیک سال ۱۹۸۴ و سال بعد با بردن دو بر صفر تیم ملی اروگوئه و قهرمانی در جام آرتیمیو فرانچی (Artemio_ Franchi Trophy) که بین قهرمان اروپا و قهرمان جام کوپای آمریکا انجام می‌گرفت، هت تریک خود را کامل کردند. این مسابقات در واقع بازی‌های مقدماتی و انتخابی جام بین‌المللی کنفدراسیون‌ها حساب می‌شدند. در طول یک سال فرانسوی‌ها موفق به کسب سه جام از چهار تورنمنت بین‌المللی مهم شدند. در جام جهانی سال ۱۹۸۶، با بازی‌هایی که فرانسه از خود به نمایش می‌گذاشت و با توجه به آمادگی بالای این تیم به نظر می‌رسید که قدرت کسب مقام قهرمانی را داشته باشد. به هر حال فرانسه برای دومین بار متوالی به نیمه نهایی رسید، هر چند دوباره شکست خورد و به بازی رده‌بندی رفت که در آن رقابت تیم ملی بلژیک را ۴ بر ۲ با شکست مواجه کرد و به مقام سومی رقابت‌ها دست یافت.

### دوران افول
در سال ۱۹۸۸ فدراسیون فوتبال فرانسه، یک مؤسسه بین‌المللی آموزشی فوتبال به نام کلر فونتین (Clairefontaine) راه اندازی کرد، در جشن بنیان‌گذاری موسسه؛ رئیس‌جمهور وقت فرانسه، فرانسوا میتران هم حضور داشت.
درست ۵ ماه بعد از گشایش مؤسسه آموزشی فوتبال کلرفونتن، سرمربی فرانسه، هنری میشل از تیم کنار گذاشته شد و میشل پلاتینی به جای او بر صندلی مربیگری تیم ملی فرانسه نشست، که نتوانست تیم ملی فرانسه را به جام جهانی سال ۱۹۹۰ برساند. ولی موفق به صعود به جام ملت‌های اروپا ۱۹۹۲ شد.
در بازی‌های جام ملت‌های اروپای سال ۱۹۹۲ هم علی‌رغم ۱۹ بازی بدون شکست فرانسه با مربیگری پلاتینی، از راهیابی ببه مرحله دوم، بازماندند. یک هفته بعد از پایان یافتن این رقابت‌ها، میشل پلاتینی، برکنار و دستیارش، یعنی جرارد هولیه (Gérard Houllier.) به سرمربی گری منصوب شد. بعد از انتصاب او به‌عنوان سرمربی تیم ملی فرانسه عملکرد این تیم به شدت نزول کرد و حتی نتوانستند مجوز حضور در جام جهانی سال ۱۹۹۴ را به دست بیاورند. آنها در حالی‌که از وجود ستاره‌هایی همچون ژان پیر پاپن، دیوید ژینولا، اریک کانتونا، دیدیه دشان و مارسل دسایی بهره می‌بردند و در دو بازی آخر رقابت‌های انتخابی؛ تنها به یک امتیاز برای صعود نیاز داشتند، ولی در هر دو بازی با تیم‌های ملی بلغارستان و اسرائیل؛ شکست را پذیرا شدند و به ترتیب بعد از دو تیم ذکر شده، در رتبه سوم گروه در جدول ایستادند و از حضور در جام جهانی بازماندند. در نهایت اعتراضات و انتقادهای فراوان و شدت نارضایتی‌های عمومی از عملکرد هولیه، منجر به اخراج او از تیم شد و امه ژاکه به‌عنوان سرمربی جدید تیم منصوب شد.

### دوران امه ژاکه و زیدان

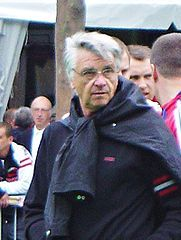
امه ژاکه.

تیم ملی فرانسه تحت مربی گری امه ژاکه به موفقیت‌های قابل توجهی رسید، بازیکنان کهنه‌کار فرانسه که نتوانسته بودند به جام جهانی سال ۹۴ صعود کنند؛ با یک دو جین از بازیکنان جوان و مستعد فرانسه جایگزین شدند، فرانسوی‌ها با هدایت امه ژاکه به مرحله نیمه نهایی جام ملت‌های اروپای سال ۱۹۹۶ رسیدند؛ که در این مرحله در ضربات پنالتی بازی را ۶ بر ۵ به تیم ملی جمهوری چک باختند، اما حضور موفق ژاکه با عملکرد فوق‌العاده بازیکنان جوان تیمش در جام جهانی سال ۱۹۹۸ فرانسه را بر بام فوتبال دنیا قرار داد. فرانسه با قدرت تا فینال مسابقات پیش رفت و در دیدار نهایی تیم ملی برزیل را که با ستاره‌هایی چون رونالدو، روماریو و روبرتو کارلوس در جام جهانی یکه‌تازی می‌کردند، با نتیجه سه بر صفر شکست داد و قهرمان جهان شد. بعد از کسب مقام قهرمانی جهان در سال ۹۸ امه ژاکه از سمت خود استعفا داد تا در اوج کنار رفته باشد.

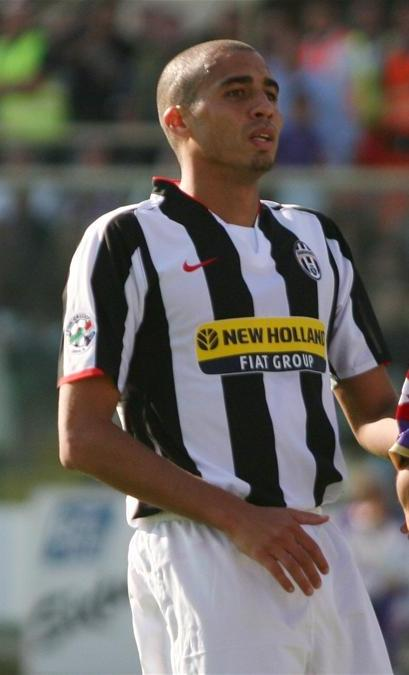
دیوید ترزگه.

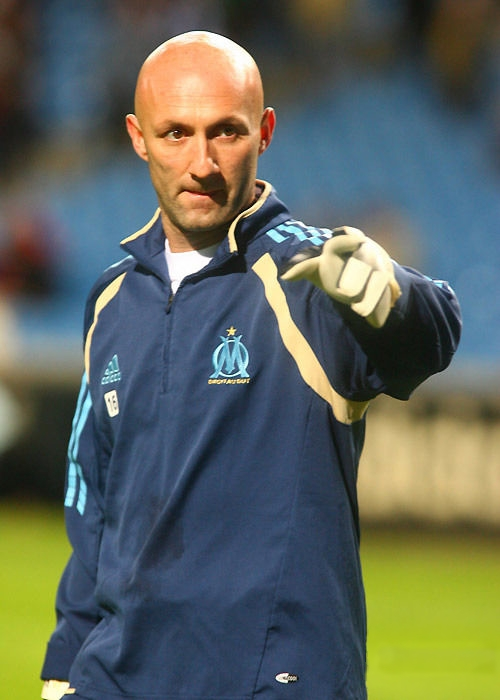
فابین بارتز.

بعد از امه ژاکه دستیارش؛ روژه لومر (Roger Lemerre) سرمربی فرانسه شد و هدایت این تیم را در جام ملت‌های اروپای سال ۲۰۰۰ در دست گرفت. در این بازی‌ها تیم ملی فرانسه به فینال رسید و با هنرنمایی ستاره بی بدیلش، زین‌الدین زیدان ایتالیا را دو بر یک مغلوب کرد و قهرمان شد. گل برتری تیم فرانسه را دیوید ترزگه، در وقت‌های تلف شده به ثمر رساند. فرانسه با این قهرمانی؛ همراه با آلمان به‌عنوان تنها تیمی شناخته شد که جام جهانی و دو سال بعد جام ملت‌های اروپا را پشت سر هم فتح می‌کرد. تیم ملی آلمان در سال ۱۹۷۴ موفق به ثبت این رکورد شده بود. در رنکینگ فیفا هم فرانسه برای اولین بار در مکان نخست لیست رده‌بندی تیم‌ها قرار گرفت.

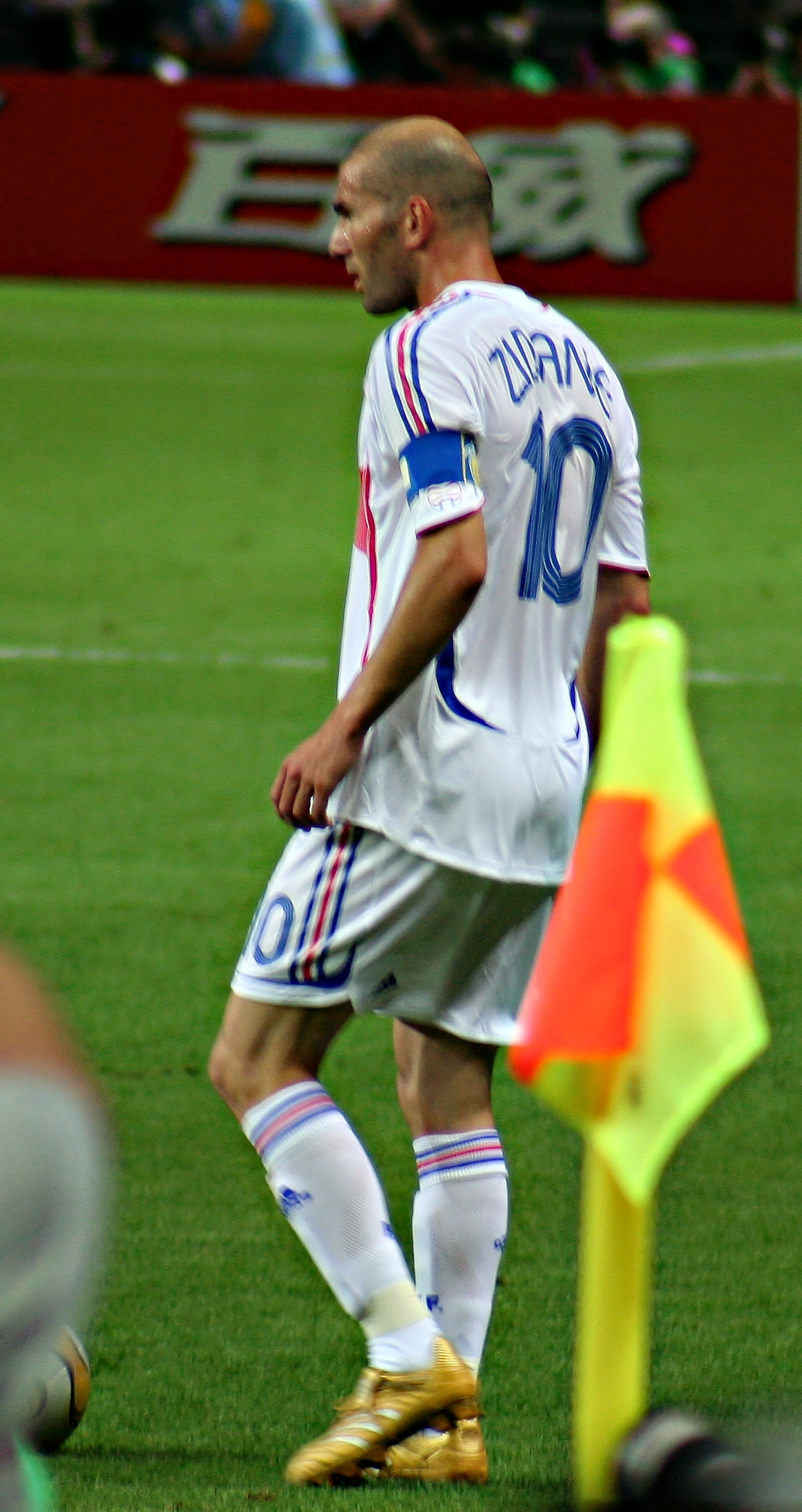
زیدان در فینال جام جهانی ۲۰۰۶ آلمان.

بعد از قهرمانی در جام جهانی سال ۱۹۹۸ و جام ملت‌های اروپای سال ۲۰۰۰، تیم ملی فرانسه دیگر در هیچ تورنمنت بین‌المللی موفق نشد، اگر چه تنها در سال ۲۰۰۱، توانست، که جام کنفدراسیون‌ها را به خود اختصاص دهد…
در رقابت‌های جام جهانی سال ۲۰۰۲، فرانسه عملکرد بسیار بدی از خود به نمایش گذاشت، به طوری که حتی نتوانست گلی را وارد دروازه حریفان کند و بسیار زود از دور رقابت‌ها کنار رفتند. بعد از کسب این نتیجه در جام جهانی، لومر از سمت خود برکنار شد و جای او (ژاک سانتینی) بر نیمکت مربیگری تیم ملی فرانسه نشست. دلیل انتخاب ژاک سانتینی، از سوی کمیته فنی فدراسیون فوتبال فرانسه، همانا کسب قهرمانی با تیم لیون در لیگ یک فرانسه و همچنین حمایت میشل پلاتینی از او بود. او در عرصه رقابت با چهره‌هایی چون دمونک، مربی تیم ۲۱ ساله‌های فرانسه، رنه ژرارد، دستیار رژه لمه و فیلیپ تروسیه، نهایتاً به این سمت انتخاب شد.
ژاک سانتینی یک تیم مقتدر را برای رقابت‌های جام ملت‌های اروپای سال ۲۰۰۴ آماده کرد، اما در نهایت تیم ملی فرانسه در با شکست مقابل یونان در مرحله یک چهارم نهایی، که نهایتاً قهرمان جام ملت‌های ۲۰۰۴ هم شد، از جام کنار رفت.

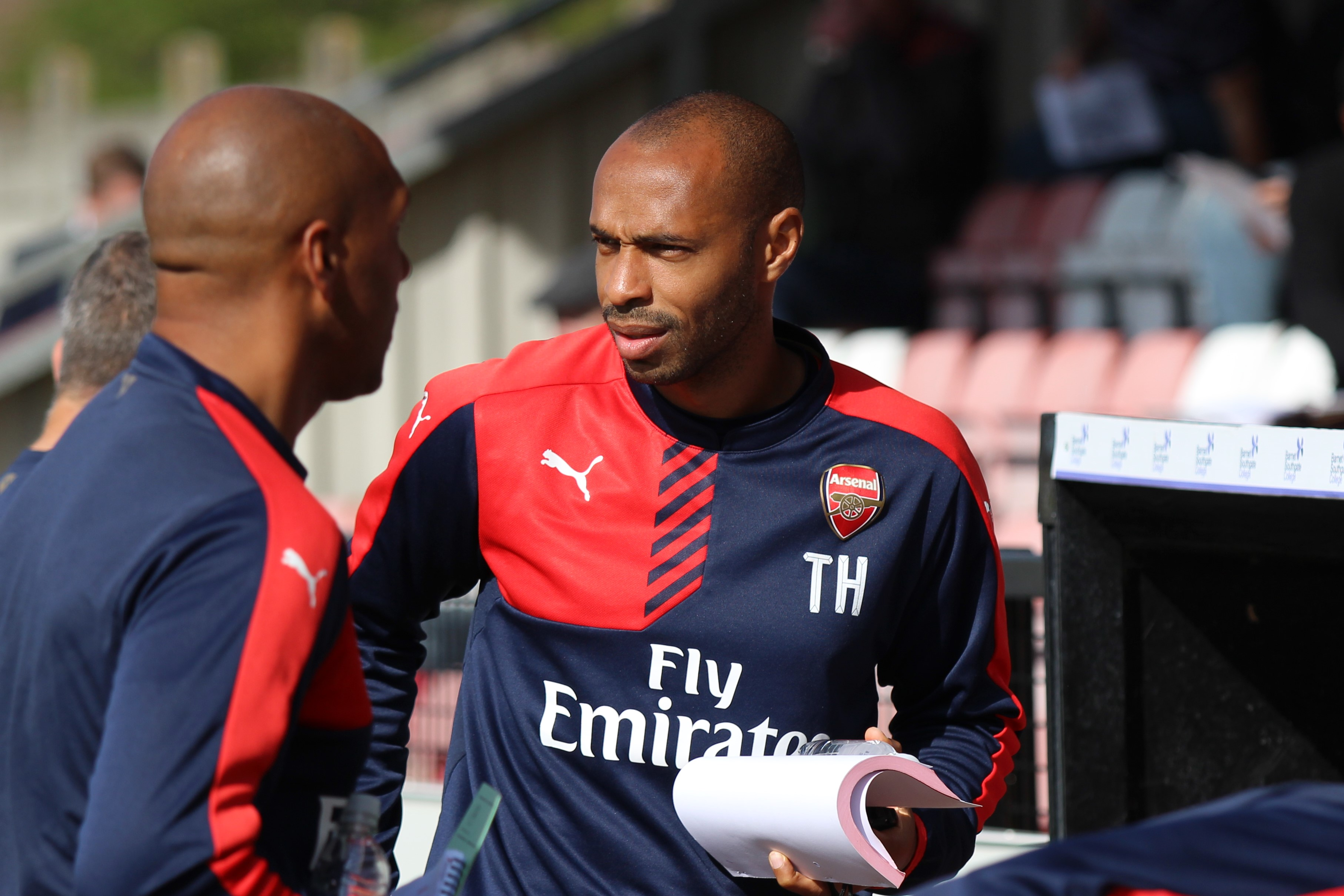
تیری آنری.

در پی این اتفاق سانتینی از سمت خود برکنار و ریموند دومنک، بازیکن پیشین تیم ملی فرانسه و باشگاه آژاکس و همچنین سرمربی سابق تیم‌های لیون (۱۹۹۳–۱۹۸۹) و تیم ملی زیر بیست و یک ساله‌های فرانسه، به‌عنوان سرمربی جدید فرانسه بر روی نیمکت رهبری این تیم نشست و به زودی درگیر مسابقات انتخابی و نهایی جام جهانی سال ۲۰۰۶ شد. در آخرین بازی به جا مانده از مرحله انتخابی جام جهانی، فرانسه باید در برابر قبرس قرار می‌گرفت و تکلیف صعود تیم به بازی‌های جام جهانی به این بازی نیز بستگی داشت، همین امر موجب شد، که دومنک از چند بازیکن بازنشسته تیم ملی فرانسه بخواهد که به یاری تیم بشتابند و با آمدن آنها تیم ملی فرانسه در روز آخر بازی‌های انتخابی جام جهانی ۲۰۰۶ موفق شد که تیم ملی قبرس را با نتیجه رضایت بخش ۴ بر ۰ شکست دهند و به جام جهانی ۲۰۰۶ صعود کنند. در جام جهانی، فرانسه بازی‌هایش را بدون شکست ولی نه چندان مقتدرانه، در مرحله گروهی آغاز کرد و سپس مسیر خود را با از سر راه برداشتن تیم‌های بزرگی چون برزیل و آلمان و انگلیس، تا فینال ادامه داد و در بازی فینال رو در روی تیم ملی ایتالیا، صف آرایی کرد. که این دیدار به وقت‌های اضافه کشیده شد. وقت‌های اضافه این بازی با جنجالی بزرگ همراه بود، در یک صحنه زین‌الدین زیدان با سر به سینه ماتراتزی، مدافع ایتالیا کوبید و از بازی اخراج شد، که این حرکت او سر و صدای زیادی را در رسانه‌های جمعی ایجاد کرد و موجب اظهار نظرهای متفاوتی از سوی افراد مختلف و صاحب نظر در فوتبال شد. ایتالیا این بازی را با نتیجه ۵ بر ۳ در ضربات پنالتی به سود خود تمام کرد و قهرمان جهان شد، و فرانسه به مقام نایب قهرمانی بسنده کرد.

### دوره افول و حاشیه
فرانسه مسابقات خود را برای حضور در رقابت‌های جام ملت‌های اروپای سال ۲۰۰۸ با اقتدار خاصی شروع کرد، علی‌رغم اینکه دو شکست بد هم در برابر تیم ملی اسکاتلند برای این تیم در رقابت‌های انتخابی ثبت شد. فرانسه در مرحله گروهی این دوره مسابقات جام ملت‌ها، از دور مسابقات حذف شد، در گروه فرانسه تیم‌های قدرتمندی چون هلند و ایتالیا هم بازی حضور داشتند.

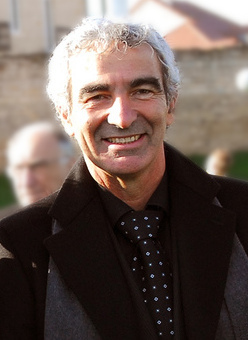
ریموند دومنک.

تیم ملی فرانسه برای حضور در جام جهانی ۲۰۱۰ آفریقای جنوبی، درست مانند دور قبل رقابت‌های انتخابی جام جهانی، عملکرد ناامید کننده‌ای داشت و با شکست‌های باور نکردنی و پیروزهای نه چندان مهم، مسابقات را پشت سر گذاشت. در نهایت فرانسه در گروه خود دوم شد و برای گرفتن یک سهمیه در جام جهانی، در بازی پلی آف با ایرلند روبرو شد، که بازی رفت را یک بر صفر و با گل جنجالی تیری هانری برد و بازی برگشت صفر بر صفر مساوی تمام شد، تا فرانسه مجوز حضور در مسابقات جام جهانی سال ۲۰۱۰ را کسب کند. در مرحله نهایی مسابقات جام جهانی، فرانسه به عملکرد دور از انتظار خود ادامه داد و در مرحله گروهی مسابقات حذف شد، جام جهانی ۲۰۱۰ برای فرانسه، با حاشیه‌های زیادی همراه بود. از آن جمله نیکلاس آنلکا مهاجم مشهور تیم ملی فرانسه، در بازی با مکزیک و در بین دو نیمه به سرمربی تیمش، دومنک، فحاشی کرد و از ترکیب تیم اخراج شد، در پی این ماجرا، بازیکنان تیم ملی فرانسه، که از قبل از عملکرد ریموند دومنک ناراضی بودند و به سیاست‌های او در تیم اعتراض داشتند، تمرینات تیم را تحریم و از حضور در آن خود داری کردند. تبلیغات منفی رسانه‌ای به وجود آمده پیرامون این حادثه، عواقب بسیار منفی برای تیم ملی فرانسه داشت.
یک روز بعد از حذف تلخ تیم ملی فرانسه از جام جهانی، نیکلاس سارکوزی با تیری هانری کاپیتان فرانسه در جام جهانی جلسه‌ای برگزار کرد، تا در مورد اتفاقات صورت گرفته در تیم در طول مسابقات، با او به رایزنی بپردازد. درخواست تشکیل جلسه در این مورد از طرف تیری هانری بود. بعد از اتفاقات، رئیس فدراسیون فوتبال کشور فرانسه یعنی، ژان پیر اسکالتس (Jean-Pierre Escalettes) از سمت خود استعفا داد و به دومنک اجازه کناره‌گیری داده شد. با خروج دومنک از تیم، لوران بلان، سرمربی گری فرانسه را در دست گرفت. بلان در اولین تجربه سرمربی گری در تیم ملی فرانسه بعد از جام جهانی ۲۰۱۰، از فدراسیون فرانسه درخواست کرد تا همه ۲۳ بازیکن حاضر در جام جهانی و تحریم کننده تمرین را برای بازی دوستانه با تیم ملی نروژ به حالت تعلیق درآورد و در ششم اوت همین سال ۵ بازیکن تیم ملی فرانسه که در جریان رویدادهای جام جهانی، نقش محوری در تیم داشتند، تنبیه انضباطی و جریمه شدند.
در جام ملت‌های اروپا ۲۰۱۲ این تیم با مربی‌گری لوران بلان در مرحله یک چهارم نهایی از اسپانیا قهرمان این دوره بازی‌ها شکست خورد و حذف گردید.

### دوراندیدیه دشانو ظهور نسل طلایی جدید

#### در جام جهانی ۲۰۱۴

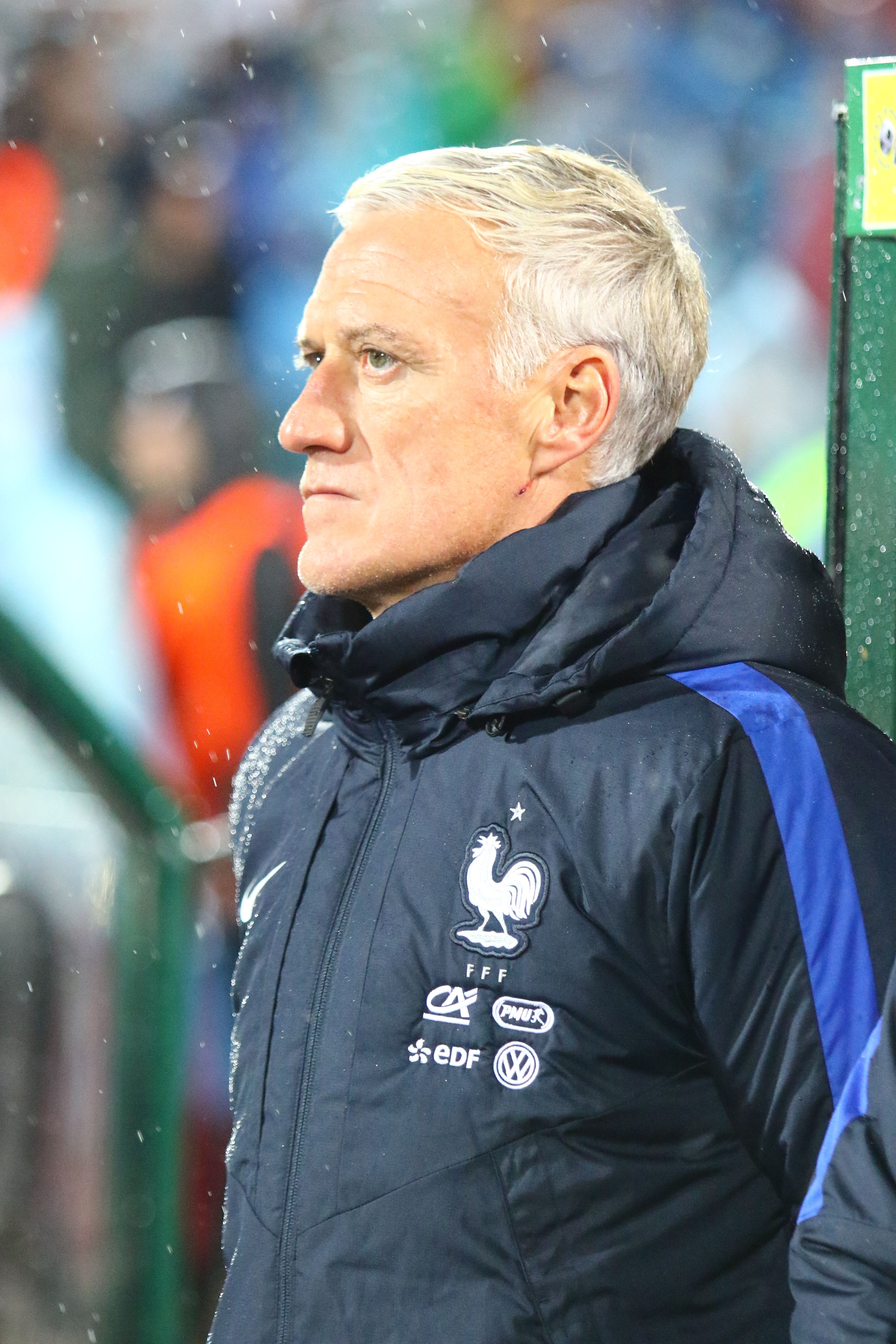
دیدیه دشان

با مربی‌گری دیدیه دشان در مرحله یک چهارم نهایی مغلوب آلمان قهرمان رقابت‌ها شدند.

#### نایب قهرمانی در جام ملت‌های اروپا ۲۰۱۶
جام ملت‌های اروپا ۲۰۱۶ به میزبانی فرانسه فرصت جدیدی برای ظهور این تیم به‌عنوان یک مدعی در سطح فوتبال جهان بود.
در فینال جام ملت‌های اروپا که در سنت دنیس پاریس برگزار می‌شد دو تیم پرتغال و فرانسه رو در روی یکدیگر قرار گرفتند. فرانسه‌ای که از قسمت مشکل و سخت جدول آمده بود و آلمان را حذف کرده بود و پرتغالی که با ۵ مساوی به ولز رسیده بود و پس از شکست این تیم مقابل فرانسه قرار می‌گرفت.
شکست آلمان توسط فرانسوی‌ها آن هم با نتیجه ۲–۰ تصوری ویژه از فینال به نمایش می‌گذاشت. تصوری از فرانسه هجومی در برابر پرتغالی که قدرت دفاع در برابر این مدل از بازی را نخواهد داشت. تصوری که درست هم ا ز آب درآمد و فرانسوی‌ها طوفانی شروع کردند.

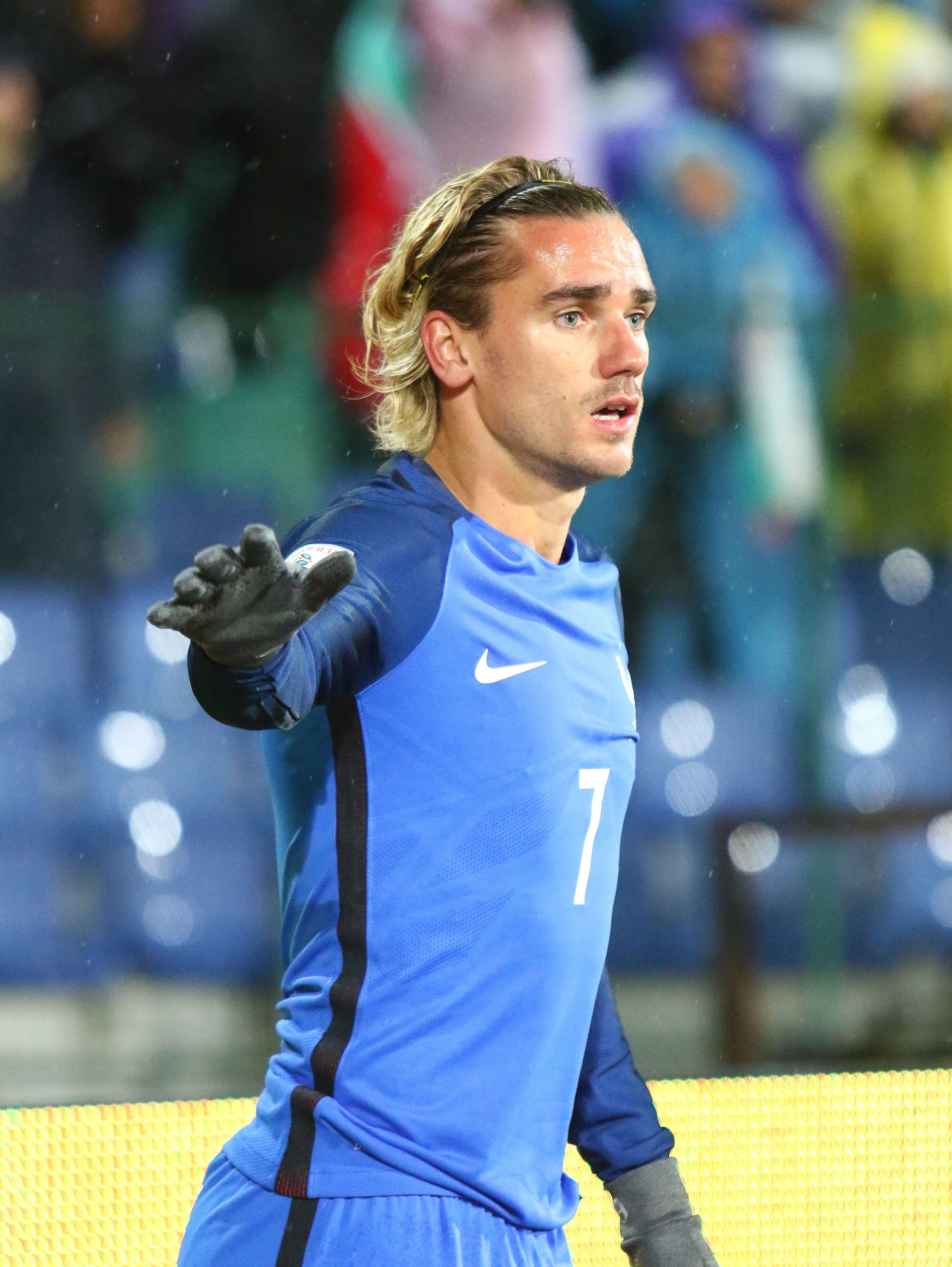
آنتوان گریزمن در سال ۲۰۱۷.

در مقابل اما پرتغال در ضدحملات اش وحشتناک بود و در دقیقه ۱۰۹ و در حالی‌که بازی می‌رفت که به پنالتی‌ها نزدیک شود ادر با یک شوت زیبا پرتغال را جلو انداخت و قهرمان کرد. فرانسوی‌ها پس از گل تلاش زیادی برای جبران کردند اما عملاً موفق نشدند گل خورده را جبران کنند و مقابل تماشاگران خودی جشن قهرمانی پرتغال را نظاره کردند.

#### قهرمانی درجام جهانی ۲۰۱۸
دیدیه دشان تمام مراحل مختلف تورنمنت‌های بزرگ را پشت سرگذاشته و به خوبی بازی در چنین رقابت‌هایی را می‌شناسد. این جنتلمن فرانسوی با حفظ اسکلت‌بندی تیم ملی بجا مانده از یورو۲۰۱۶ فرانسه که در یک بازی دراماتیک قهرمانی اروپا را به پرتغالی‌ها واگذار کرده بود، با اضافه کردن چند جوان، با تلفیقی از جوانی و تجربه با صرف کمترین توان و انرژی وبدون دادن تلفات و مصدومیت، به راحتی از مرحله گروهی گام به مرحله حذفی و تعیین‌کننده گذاشت.
دشان به خوبی به این امر واقف بود که گذر از مرحله گروهی با کمترین صرف نیرو، انرژی و تلفات، حکم کیمیا را برای بازی درمراحل حساس و حیاتی حذفی را دارد. گرچه بیشتر کارشناسان فوتبال جهان برزیل، آلمان، آرژانتین و اسپانیا (پیش از برکناری لوپتگی) را چهار ضلع قهرمانی تصور می‌کردند، و پس از آنها، فرانسه و بلژیک را نیز دارای شانس می‌دانستند، اما دشان بی سر و صدا و بدون هیاهو و اندک اندک تیمش با استراحت دادن مطلق به ترکیب اصلی در آخرین بازی مرحله گروهی، با کسب ۷ امتیاز، به‌عنوان صدرنشین گروه D، وارد مرحله‌ای شد که باید مقابل آلبی سلسته‌ای قرار گیرد که فقط سایه‌ای از آن باقی مانده بود. دشان قبل از رویارویی با آرژانتین، بدون اینکه برنامه‌های تاکتیکی اش رو کند، به بازی یک‌هشتم مقابل مسی و یارانش رسید و فرانسه از آن دیدار، استارت قهرمانی را روشن کرد.
آنها به‌خوبی با استفاده از مدل۱-۱-۴-۴ و در ادامه و فراتر ازاین با استفاده از سیستم تمام دفاعی ۱-۴-۵ تمامی روزنه‌ها و شکاف‌ها را بر روی بازیکنان تکنیکی و سرعتی بلژیک بستند و با یک بازی حساب شده از مسیر بلژیک به فینال رسیدند. تنوع سیستم و تاکتیک در تیم ملی فرانسه، یکی از عوامل مهم موفقیت خروس‌ها در کسب عنوان قهرمانی بود، آنها به معنی واقعی کلمه، یک تیم بودند و ستاره‌ها ،کاملاً درخدمت کار تیمی بازی می‌کردند.

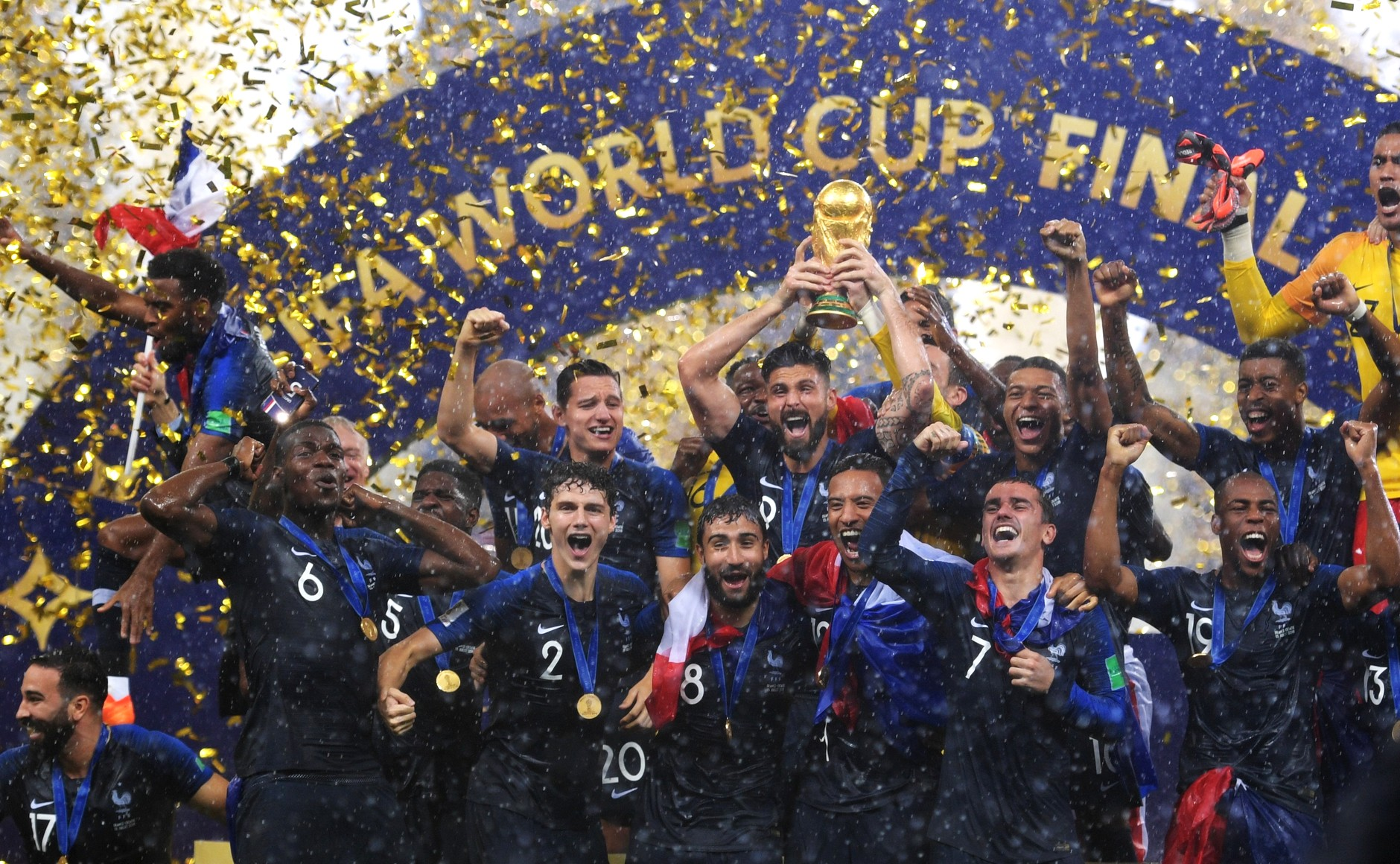
قهرمانی در جام جهانی ۲۰۱۸.

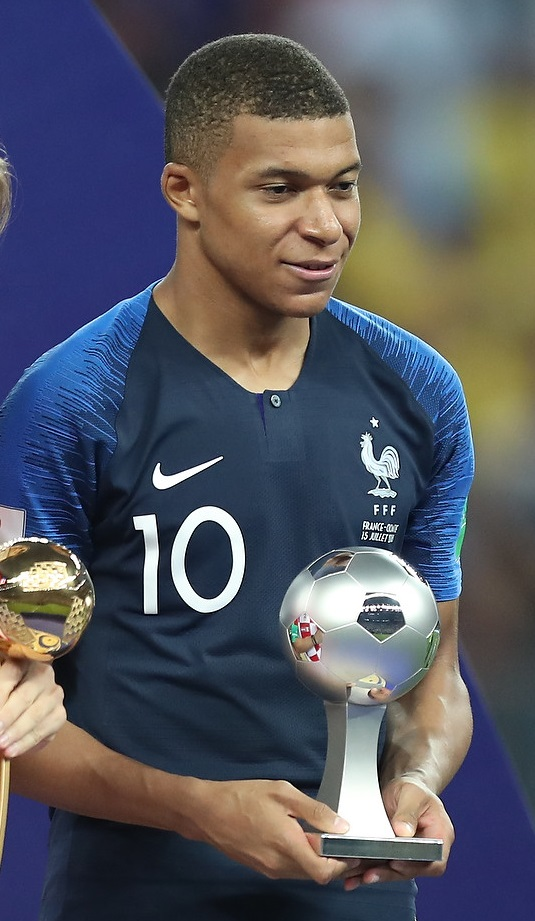
کلین امباپه در حال دریافت جایزه بهترین بازیکن جوان جام جهانی ۲۰۱۸.

ر بازی فینال جام جهانی ۲۰۱۸ در مقابل کرواسی، برنامهٔ دشان بر روی الیویه ژیرو و امباپه هدف گذاری شده بود، به همین منظور مدافعان فرانسه و پوگبا با ارسال‌های بلند، یا ژیرو مهاجم تنومند را درگیر بازی هوایی با مدافعان کرواسی می‌کردند یا امباپه را در فضای پشت استرینیچ صاحب توپ کند، تا از این طریق گریزمان را صاحب توپ می‌شد تا یک حمله‌ای را طراحی کند یا از حریف ضربه ایستگاهی بگیرد، که این برنامه سریعاً نتیجه داد و فرانسویان ازطریق ضربه ایستگاهی به گل نخست خود دست یافتند، سپس درنیمه دوم همانگونه که انتظار می‌رفت، با تحلیل قوای جسمانی کروات‌ها، پوگبا و امباپه از عمق دفاع از هم گسیخته کرواسی دو بار دروازه شوباشیچ را فرو ریختند. این مربی با شخصیت و به دور از شومن بازی عامیانه، که به‌خوبی با بازیکنان خود ارتباط منطقی و عاطفی برقرار کرده بود، توانست با انتخاب استراتژی مناسب و اتخاذ تاکتیک‌های ساده و به دور از پیچیدگی‌های تاکتیکی دهن پرکن و روز مرگی کنونی، که فوتبال را فقط در بازی مالکانه بدون خلق موقعیت می‌بینند، فرانسه را پس از ۲۰ سال بربام فوتبال جهان قرار دهد، تا فوتبال جهان وارد فاز جدیدی شود.

## رکوردها

### بیشترین بازی ملی
| #  | نام             | دوره بازی | تعداد بازی | تعداد گل |
| -- | --------------- | --------- | ---------- | -------- |
| ۱  | هوگو لوریس      | ۲۰۲۳–۲۰۰۸ | ۱۴۵        | ۰        |
| ۲  | لیلیان تورام    | ۱۹۹۴–۲۰۰۸ | ۱۴۲        | ۲        |
| ۳  | الیویه ژیرو     | ۲۰۲۴–۲۰۱۱ | ۱۳۷        | ۵۷       |
| ۴  | آنتوان گریزمن   | ۲۰۲۴–۲۰۱۴ | ۱۳۷        | ۴۴       |
| ۵  | تیری هانری      | ۱۹۹۷–۲۰۱۰ | ۱۲۳        | ۵۱       |
| ۶  | مارسل دسایی     | ۱۹۹۳–۲۰۰۴ | ۱۱۶        | ۳        |
| ۷  | زین‌الدین زیدان  | ۱۹۹۴–۲۰۰۶ | ۱۰۸        | ۳۱       |
| ۸  | پاتریک ویرا     | ۱۹۹۷–۲۰۰۹ | ۱۰۷        | ۶        |
| ۹  | دیدیه دشان      | ۱۹۸۹–۲۰۰۰ | ۱۰۳        | ۴        |
| ۱۰ | کریم بنزما      | ۲۰۰۷–۲۰۲۲ | ۹۷         | ۳۷       |
| ۱۰ | لوران بلان      | ۱۹۸۹–۲۰۰۰ | ۹۷         | ۱۶       |
| ۱۰ | بیسنته لیزارازو | ۱۹۹۲–۲۰۰۴ | ۹۷         | ۲        |

### بیشترین گل ملی
| #  | نام            | دوره بازی | تعداد گل | تعداد بازی | میانگین |
| -- | -------------- | --------- | -------- | ---------- | ------- |
| ۱  | الیویه ژیرو    | ۲۰۱۱–۲۰۲۴ | ۵۷       | ۱۳۷        | ۰٫۴۴    |
| ۲  | تیری هانری     | ۲۰۱۰–۱۹۹۷ | ۵۱       | ۱۲۳        | ۰٫۴۱    |
| ۳  | کیلیان ام باپه | ۲۰۱۷–     | ۴۸       | ۸۶         | ۰٫۵۵    |
| ۴  | آنتوان گریزمان | ۲۰۱۴–۲۰۲۴ | ۴۴       | ۱۳۷        | ۰٫۳۶    |
| ۵  | میشل پلاتینی   | ۱۹۷۶–۱۹۸۷ | ۴۱       | ۷۲         | ۰٫۵۷    |
| ۶  | کریم بنزما     | ۲۰۰۷–۲۰۲۲ | ۳۷       | ۹۷         | ۰٫۳۸    |
| ۷  | دیوید ترزگه    | ۱۹۹۸–۲۰۰۸ | ۳۴       | ۷۱         | ۰٫۴۸    |
| ۸  | زین‌الدین زیدان | ۱۹۹۴–۲۰۰۶ | ۳۱       | ۱۰۸        | ۰٫۲۹    |
| ۹  | ژان-پیر پاپن   | ۱۹۸۶–۱۹۹۵ | ۳۰       | ۵۴         | ۰٫۵۶    |
| ۱۰ | یوری ژورکائف   | ۱۹۹۳–۲۰۰۲ | ۲۸       | ۸۲         | ۰٫۳۴    |